# Stadion Schützenmatte
Lo stadio Schützenmatte di Basilea è uno stadio con pista di atletica e campo da calcio sito nel quartiere Bachletten di Basilea.
È il campo principale del Basler Sportclub Old Boys e, con il terreno di gioco e i campi da tennis, costituiscono la parte ovest dell'intero complesso sportivo.
Lo stadio ha una capacità approssimativa di 12 000 spettatori di cui 2 100 seduti.